# Spalenie osmańskiego okrętu flagowego u wybrzeży Chios
Spalenie osmańskiego okrętu flagowego u wybrzeży Chios – grecki atak na osmańską flotę, do którego doszło 18 czerwca 1822 roku w trakcie wojny o niepodległość Grecji.

## Podłoże
W marcu i kwietniu 1822 roku flota osmańska pod dowództwem kapudana paszy Kara Alego zajęła wyspę Chios. Rozpoczęła się rzeź ludności wyspy, która trwała przez cały kwiecień 1822. Zginęło ponad 20 tysięcy ludzi, liczbę uprowadzonych w niewolę (w większości dziewcząt i młodych kobiet) ocenia się na 50–60 tysięcy.
Skutkiem masakry było wyludnienie wyspy. Hekatomba dokonana na ludności wyspy wstrząsnęła zachodnią opinią publiczną, która odtąd zaczęła domagać się od swych rządów interwencji dyplomatycznej, a nawet militarnej po stronie Greków.

## Atak

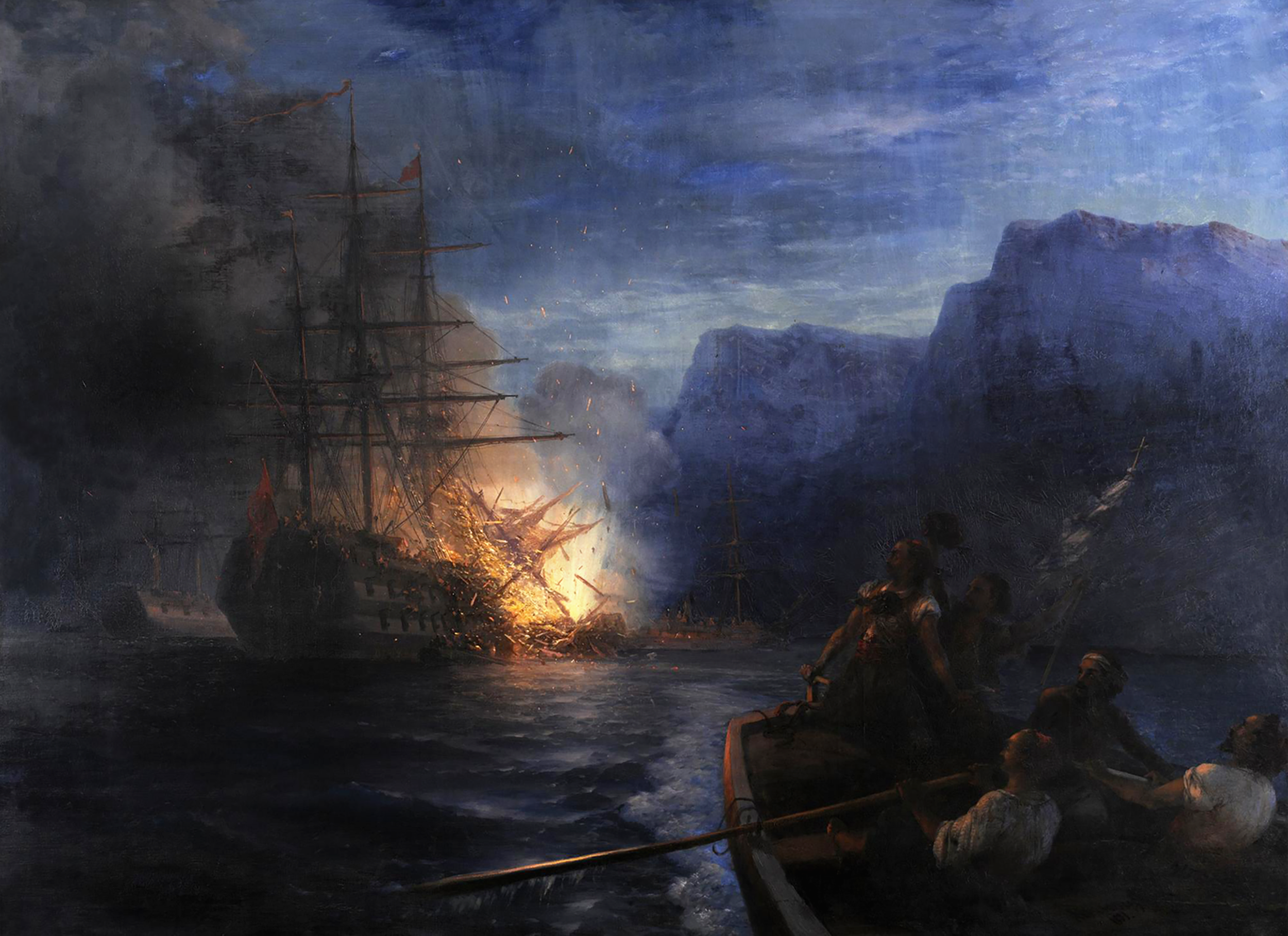
Spalenie tureckiego okrętu flagowego przez Kanarisa (mal. Iwan Ajwazowski, 1881)

W odpowiedzi na rzeź wyspy Chios Grecy postanowili spalić osmański okręt flagowy z wykorzystaniem branderów.
Atak miał miejsce w nocy 18 czerwca 1822 roku, kiedy wiatry były sprzyjające, noc była ciemna, a Turcy obchodzili Ramazan Bayrami. Załoga Konstandinosa Kanarisa przymocowała swój brander do osmańskiej jednostki flagowej, 84-działowego okrętu liniowego „Mansur al-liwa”. Ogień szybko rozprzestrzenił się i dotarł do ładowni prochowej, powodując eksplozję, która zniszczyła okręt.
Około dwóch tysięcy żołnierzy i marynarzy osmańskich zginęło lub utonęło, w tym admirał floty Nasuhzade Ali Pasza.
W swym utworze Admirał Miaulis z cyklu Bohaterowie Grecji, francusko-grecki dyplomata Eugène Yemeniz określił Kanarisa jako prekursora stosowanej przez Greków partyzanckiej metody walki z flotą turecką.